# Берберски кеклик
Берберският кекликv (Alectoris barbara) е вид птица от семейство Phasianidae.

## Разпространение и местообитание
Разпространен е в Алжир, Гибралтар, Египет, Западна Сахара, Испания, Италия, Либия, Мавритания, Мароко, Тунис и Чад.